# Карпиняно Салентино
Карпиня̀но Салентѝно (на италиански: Carpignano Salentino, на грико, Karpignana, Карпиняна, на местен диалект Carpignànu, Карпиняну) е малко градче и община в Южна Италия, провинция Лече, регион Пулия. Разположено е на 75 m надморска височина. Населението на общината е 3857 души (към 2011 г.).
В това градче живее гръцко общество, което говори на особен гръцки диалект, наречен грико. Градче Карпиняно Салентино е част от етнографическия район Салентинска Гърция.